# Giuliano Ferrara
Giuliano Ferrara (Roma, 7 gennaio 1952) è un giornalista, conduttore televisivo e politico italiano.
È stato europarlamentare dal 1989 al 1994 per il Partito Socialista Italiano e ministro per i rapporti con il Parlamento dal 1994 al 1995 nel primo governo Berlusconi, oltreché editorialista de il Giornale e fondatore del quotidiano Il Foglio, che ha diretto dalla fondazione nel 1996 fino al 27 gennaio 2015.

## Biografia

### Le origini nell'area politica comunista
Nato in una famiglia ebraica da parte di padre e antifascista, Giuliano Ferrara è figlio del senatore comunista Maurizio Ferrara (1921-2000), direttore de l'Unità e presidente della Regione Lazio, e di Marcella De Francesco (1920-2002), partigiana gappista e poi a lungo segretaria particolare di Palmiro Togliatti, per divenire poi caporedattrice della rivista comunista Rinascita. Attivo in politica era anche il nonno Mario Ferrara, avvocato d'ispirazione liberale che aveva difeso attivisti antifascisti dinanzi al Tribunale speciale per la sicurezza dello Stato, poi editorialista de Il Mondo di Mario Pannunzio e del Corriere della Sera.
Dal 1958 al 1961 ha abitato a Mosca, dove il padre era corrispondente de l'Unità. Rientrato in Italia, verso la fine degli anni '60 consegue la maturità classica presso il liceo Lucrezio Caro di Roma avvicinandosi alla politica da contestatore sessantottino, partecipando agli scontri di Valle Giulia (1º marzo 1968). In questo periodo ha anche un'esperienza nel mondo dello spettacolo, come corista nella prima opera rock realizzata in Italia, Then an Alley di Tito Schipa Junior (su musiche di Bob Dylan).

### Nel PCI torinese
Nel 1973 è responsabile del coordinamento provinciale FIAT per la sezione del Partito Comunista Italiano di Torino,, e scrive sul quindicinale Nuova società. Nel 1977, sempre per il PCI torinese, è responsabile del settore scuola e cultura, per poi divenire due anni dopo segretario cittadino. Come tale l'8 giugno 1980 viene eletto consigliere comunale nel capoluogo piemontese diventando in dicembre il capogruppo comunista. Con la guerra del Libano del 1982 Ferrara viene nominato dal sindaco di Torino, Diego Novelli, delegato del sindaco per i soccorsi alla popolazione di Beirut.
Il 18 settembre 1982 in piazza San Carlo a Torino il Comune organizza l'evento musicale Mille musicisti per la pace con Luciano Berio che esegue Accordo. Per l'occasione Ferrara, a dieci minuti dall'inizio, chiede sia a Berio sia all'assessore alla cultura Giorgio Balmas che il concerto sia dedicato alle vittime di Sabra e Shatila, ma questi si rifiutano. A fine concerto Ferrara rende pubblico l'episodio e ne nasce una polemica pubblica: Balmas e Berio si difendono sostenendo che non era il caso di aprire con un «mini-comizio», mentre Ferrara dapprima il 19 sera rilancia la sua richiesta stavolta in apertura della replica e spalleggiato dal direttore del Teatro Stabile, Mario Missiroli, e infine, davanti al nuovo diniego, il 20 lascia clamorosamente il PCI restando consigliere. Dopo la riunione del direttivo comunista torinese del 22 settembre, Ferrara si dimette anche da consigliere. Per il PCI la richiesta di Ferrara era legittima, ma non il comportamento da lui tenuto nella vicenda, motivo per cui le dimissioni sono accettate. Ferrara resterà formalmente consigliere comunale torinese fino al 25 ottobre 1982, nonostante il 4 ottobre il Consiglio comunale avesse rigettato all'unanimità le sue dimissioni.

### Passaggio al PSI
Il giovane Ferrara inizia a collaborare con il settimanale L'Espresso, continuando a criticare il PCI come migliorista, essendo nota la sua vicinanza alle posizioni di Giorgio Napolitano. Per questo motivo nel 1985 viene avvicinato dal Partito Socialista Italiano tramite Claudio Martelli, intenzionato ad assorbire tutti gli ex amendoliani torinesi fuoriusciti negli ultimi anni dal PCI. Ferrara negò le voci di un suo approdo al PSI, ma al tempo stesso ci tenne a ribadire che considerava «le scelte di fondo di Craxi e dei socialisti come le più giuste per il Paese e per la sinistra». Il 28 febbraio era stata già programmata una conferenza stampa che avrebbe annunciato l'entrata di Ferrara nel PSI e la sua candidatura alle elezioni comunali torinesi del 1985, ma all'ultimo momento preferì evitare l'impegno elettorale.
In seguito Ferrara ha sostenuto più volte di aver abbandonato l'ideologia bolscevica/togliattiana "in tempi non sospetti", cioè prima della caduta del muro di Berlino. Marco Travaglio ha sostenuto che questa e altre sue posizioni politiche siano invece state dettate da convenienza, in quanto in quel periodo Bettino Craxi era presidente del Consiglio. Nel corso degli anni '80 inizia a lavorare per il Corriere della Sera, firmando gli articoli con lo pseudonimo Piero Dall'Ora e creando la rubrica "Bretelle rosse". Contemporaneamente entra nella redazione di Reporter, giornale d'inchiesta di area socialista diretto dai due ex leader di Lotta Continua Adriano Sofri ed Enrico Deaglio.
Nel 2003 Ferrara ha dichiarato di essere stato, a metà degli anni ottanta, confidente retribuito della CIA. L'azione disciplinare promossa nei suoi confronti presso l'Ordine dei giornalisti per determinare la compatibilità tra la professione e la collaborazione con un servizio segreto non ha avuto seguito, sia per decorrenza del termine di cinque anni "oltre i quali, in base alla legge professionale n. 69/1963, interviene la prescrizione per un fatto suscettibile di sanzione disciplinare", sia perché all'epoca dei fatti Ferrara non era un giornalista professionista.

### Attività televisiva ed europarlamentare PSI
Il 10 novembre 1987 Ferrara esordisce in TV su Rai 3 con Linea rovente. Segue il 13 aprile 1988 su Rai 2 Il testimone, programma col quale si introduce in Italia l'infotainment. All'inizio del 1989 con un contratto che gli garantisce un compenso molto alto, Ferrara si trasferisce in Fininvest per condurre dal 13 febbraio su Canale 5 Radio Londra. Dal 12 aprile condurrà, sempre su Canale 5, anche Il gatto. Due mesi dopo viene eletto europarlamentare del PSI.
Giuliano Ferrara tornerà su Canale 5 con Radio Londra il 7 gennaio 1991. Poco dopo, il 21 gennaio, esordisce su Italia 1 con L'istruttoria, la trasmissione che a partire dal 1993 Ferrara userà per esprimere le sue posizioni critiche nei confronti delle inchieste della magistratura sul cosiddetto caso Tangentopoli. Dal 10 febbraio 1992 (dopo un'anteprima il 20 gennaio) con la moglie Anselma Dell'Olio conduce su Italia 1 la trasmissione Lezioni d'amore, incentrata sul sesso e ispirata al film Comizi d'amore di Pier Paolo Pasolini. Il programma diventa fin dall'inizio un caso politico e dopo dieci giorni il programma viene cancellato da Silvio Berlusconi su pressioni della Democrazia Cristiana.

### Ministro nel primo governo Berlusconi e nascita deIl Foglio
Con la discesa in campo nella politica di Silvio Berlusconi e la nascita di Forza Italia, Ferrara decide di lasciare, assieme a molti compagni di partito, un PSI ormai in disfacimento. Dopo la vittoria alle politiche del 1994 e il successivo incarico di formare un governo affidato a Silvio Berlusconi, diviene Ministro per i rapporti con il Parlamento del primo governo Berlusconi. Nel gennaio del 1996 fonda il quotidiano Il Foglio (edito dall'omonima cooperativa editoriale, della quale fa parte Veronica Lario, seconda moglie di Silvio Berlusconi), di cui è stato direttore fino al 2015. Scherzando sul fatto che la proprietà del giornale è sempre attribuita all'allora moglie di Berlusconi, Ferrara una volta si definisce sarcasticamente un berlusconiano «tendenza Veronica», per andare contro «questo malvezzo sciocco usato per degradare il Foglio». Su questo giornale esprime posizioni definite neoconservatrici.

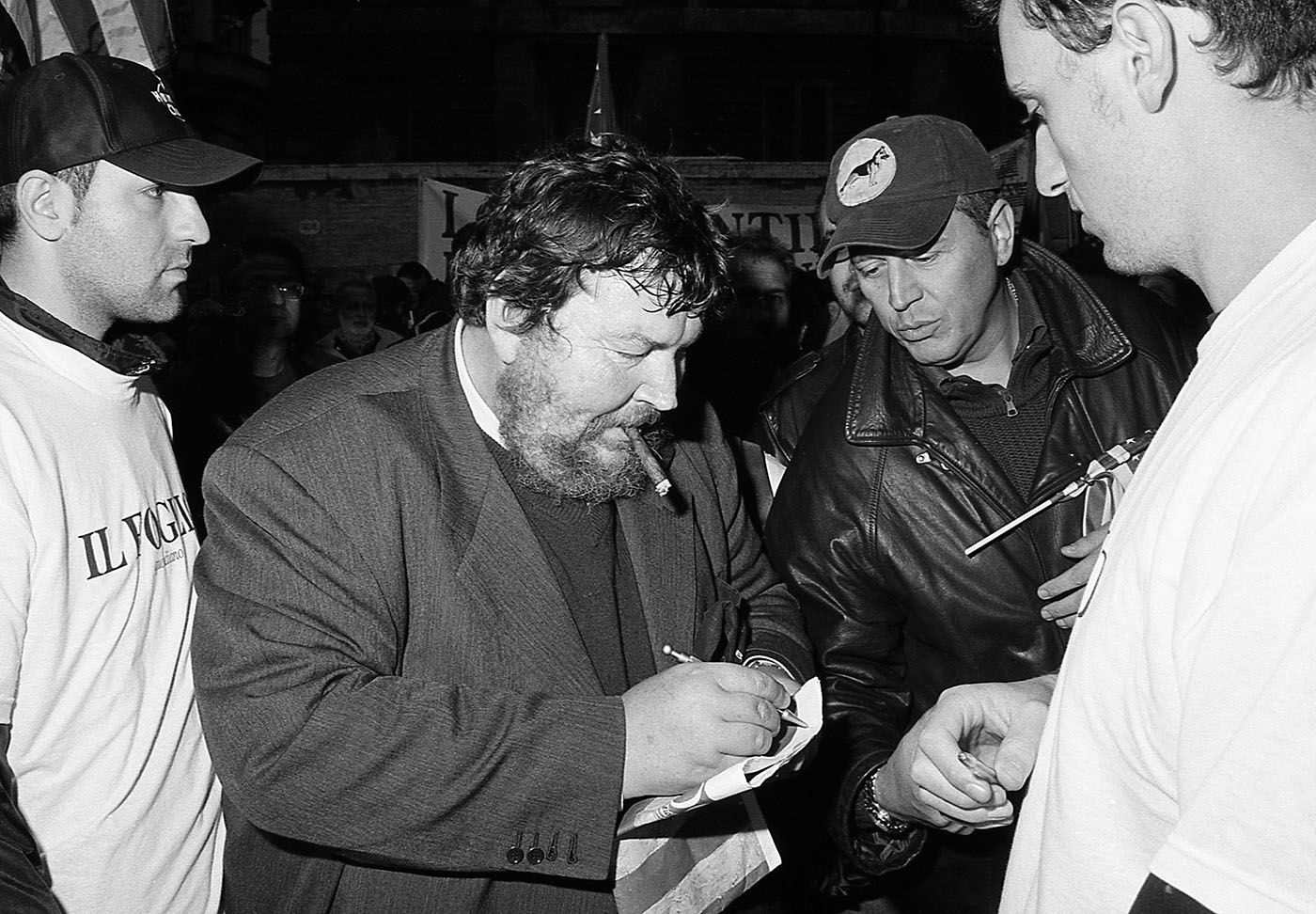
Ferrara firma copie de Il Foglio alla manifestazione Pro USA a piazza del Popolo a Roma (10 novembre 2001)

È un sostenitore del centro-destra, e poi del secondo e terzo governo Berlusconi, anche se in maniera talvolta critica. Nello stesso giornale si batte a più riprese per la concessione della grazia ad Adriano Sofri. Nel 1996, pur senza lasciare la direzione del Foglio, viene nominato direttore del settimanale Panorama. La direzione di Panorama è segnata da forti tensioni con la redazione, che lo sfiducia subito dopo l'insediamento, e si conclude con le dimissioni di Ferrara, che decide di dedicarsi solo alla direzione de Il Foglio.
Candidato per Forza Italia e la Casa delle Libertà alle elezioni politiche suppletive (per il seggio vacante del collegio elettorale del Mugello, in Toscana) per il Senato del 9 novembre 1997, viene sconfitto dall'ex PM simbolo di Mani pulite, Antonio Di Pietro, candidato dell'Ulivo.

### Ritorno in TV e conduzione diOtto e mezzo
Ferrara torna in TV l'11 dicembre 1997 alle 20:50 su Rai 2: presenta infatti una serata speciale intitolata Piazza Fontana - Storia di un complotto, in occasione del 28º anniversario della strage. Si tratta di una "lezione di storia" condotta in studio dal giornalista, inframezzata dalle immagini di un documentario-inchiesta sui noti fatti a cura di Fabrizio Calvi e Fredric Laurent, con interviste con alcuni protagonisti della vicenda.
Con gli eventi dell'11 settembre 2001 le sue posizioni politiche e ideali hanno una svolta antilaicista e socialmente conservatrice: pur essendo dichiaratamente un non cattolico, inizia a sostenere la necessità del rafforzamento dei valori giudaico-cristiani come baluardo dell'Occidente di fronte al pericolo crescente dell'estremismo islamico. Viene definito da Eugenio Scalfari un "ateo devoto".
Oltre a dirigere Il Foglio, conduce su LA7 la trasmissione Otto e mezzo e successivamente Zerovero su Telecampione, di cui è anche autore, con una breve parentesi nel 2008, quando la sua candidatura alle elezioni politiche di quell'anno lo rende incompatibile con il ruolo di commentatore. Viene affiancato nella conduzione del programma prima da Gad Lerner, poi da Luca Sofri, in seguito da Barbara Palombelli, giornalista del Corriere della Sera, e quindi da Ritanna Armeni, giornalista di Liberazione. Nel 2005 è ancora affiancato da Lerner, che dopo poche puntate lascia per dedicarsi al suo programma L'infedele, sostituito nuovamente da Ritanna Armeni. Nel 2005 pubblica una raccolta di saggi dal titolo Non dubitare. Contro la religione laicista (Edizioni Solfanelli, Chieti).
Il 7 luglio 2006 viene condannato in primo grado per diffamazione ai danni dei giornalisti de l'Unità e al risarcimento di 135.000 euro. Nel corso di una trasmissione di Porta a Porta del 2003, in una discussione sulla giustizia disse: «No, no, non è un giornale libero. Credo che l'unico modo di definirlo è un foglio tendenzialmente omicida!». Durante l'elezione del Presidente della Repubblica di quell'anno Ferrara è stato il candidato di bandiera della Democrazia Cristiana per le Autonomie e del Nuovo PSI; tuttavia ottiene 8 voti al primo scrutinio, 9 voti al secondo, 10 voti al terzo e 7 voti al quarto e ultimo scrutinio che elegge Giorgio Napolitano. Sull'elezione di Napolitano Ferrara e Il Foglio (ma anche Vittorio Feltri con Libero) si erano schierati per l'elezione di Massimo D'Alema, il quale comunque ringraziò.

### Campagna per una moratoria sull'aborto

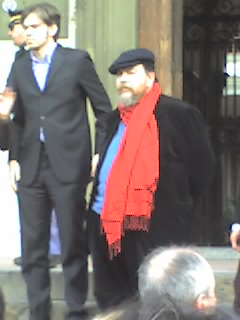
Ferrara a Firenze, in un comizio davanti allo Spedale degli Innocenti per le elezioni politiche del 2008

A seguito dell'approvazione da parte dell'Assemblea generale delle Nazioni Unite di una risoluzione non vincolante per una moratoria sulla pena di morte a dicembre 2007 Ferrara propone una moratoria universale sull'aborto, che definisce "lo scandalo supremo della nostra epoca". Ferrara individua tra le cause dell'aborto la solitudine delle donne, la mancanza di sostegno economico alle donne in gravidanza e la responsabilità degli uomini, colpevoli, a suo dire, di non sostenere le donne che rimangono incinte. Egli ha rivelato che, attorno ai suoi vent'anni, tre sue partner ricorsero all'aborto. Ferrara, a proposito di questi aborti, ha dichiarato: «Io sono stato per tre volte un mascalzone e un peccatore. Tre bambini non sono nati perché le loro madri hanno rifiutato la maternità e io mi sono voltato dall'altra parte. Questo è indegno». Il quotidiano Il Foglio ha ospitato numerosi interventi di privati cittadini, personalità pubbliche e associazioni della società civile a favore e contro l'aborto. Il 2 febbraio 2008 Ferrara annuncia al pubblico del Teatro Manzoni di Monza l'invio di una lettera all'ONU, poi pubblicata su Il Foglio del 18 febbraio.

### ListaAborto? No, graziee ultime iniziative giornalistiche
Il 12 febbraio 2008 Ferrara annuncia la fondazione del partito Associazione difesa della vita. Aborto? No, grazie, che definisce "di scopo", per portare il dibattito sulla vita in Parlamento e lascia la conduzione di Otto e mezzo. Fallito il tentativo di apparentamento con Il Popolo della Libertà, la lista Aborto? No, grazie si presenta da sola alle elezioni politiche in aprile. Durante la campagna elettorale, Ferrara è duramente contestato nei suoi comizi a Bologna, a Pesaro, a Milano e a Palermo. La lista di Ferrara è presentata solo alla Camera e raccoglie 135 578 voti, pari allo 0,371% del totale, non superando la soglia di sbarramento e non conquistando alcun seggio. Ferrara commenta: «Più che una sconfitta, una catastrofe: io ho lanciato un grido di dolore per un dramma e gli elettori mi hanno risposto con un pernacchio».
Dal 2011 al 2012 Ferrara ha condotto su Rai 1 Qui Radio Londra, un programma di 5-7 minuti che andava in onda dopo il TG1 delle 20:00.
Il 27 gennaio 2015 Ferrara lascia la direzione de Il Foglio, che viene assunta da Claudio Cerasa; rimane comunque editorialista del quotidiano.

## Posizioni politiche
Figlio del senatore comunista Maurizio Ferrara, Giuliano a soli due anni, nel 1954, accompagna il padre a Mosca per il reportage sulla morte di Iosif Stalin che il padre deve scrivere per l'Unità. A diciassette anni partecipa a Roma alla manifestazione di protesta contro la polizia che aveva presidiato la Facoltà di Architettura dell'Università La Sapienza da cui è scaturita la battaglia di Valle Giulia, una delle prime manifestazioni del Sessantotto italiano. Nei primi anni settanta a 21 anni viene mandato dal PCI a Torino dove gli viene affidato l'incarico di responsabile fabbriche del partito a Torino. Negli anni ottanta abbandona il comunismo in polemica con la dirigenza del suo partito e si dedica al giornalismo sostenendo in questa veste il Partito Socialista Italiano e in particolare il suo segretario Bettino Craxi. Nel 1992, quando scoppia lo scandalo di Tangentopoli e Craxi viene costretto a lasciare la segreteria del partito, si schiera vicino alle posizioni garantiste, criticando con forza l'operato dei magistrati. Dal 1994 appoggia Silvio Berlusconi, prima come ministro e poi come giornalista.
Ferrara prende posizione in tema di aborto già nel 1989, criticando dalle pagine del Corriere della Sera la deresponsabilizzazione del maschio che segue all'introduzione delle prime pillole abortive. Negli anni seguenti, pur rimanendo un non credente, assume una posizione più vicina a quella della Chiesa cattolica in temi quali il sostegno della famiglia "tradizionale" e la difesa dei diritti del concepito. Si schiera a favore dell'astensione nei referendum del 2005 sulla procreazione medicalmente assistita.
Ferrara condivide la posizione della Chiesa cattolica riguardo alla difesa delle radici giudaico-cristiane dell'Europa, ma ne accentua la funzione di contrasto al fondamentalismo islamico.
Nel 2013, su Radio 24, Giuliano Ferrara ha affermato che «l'omosessualità è contro natura» e «l'adozione ai gay è spaventosa». Ha proseguito dicendo che «la famiglia gay mi fa ridere».
Ferrara appoggia dagli anni novanta tutti gli interventi militari degli Stati Uniti d'America, a partire dalla prima guerra del Golfo. All'inizio del 2003, in un editoriale del Foglio, appoggia le iniziative militari degli Stati Uniti d'America contro l'Iraq intraprese dal presidente George W. Bush, che culminano con l'invasione nonostante il parere contrario del segretario dell'ONU Kofi Annan e l'opposizione degli altri membri del Consiglio di sicurezza delle Nazioni Unite.
Il dibattito culturale sul Foglio spesso è finalizzato a far conoscere all'opinione pubblica italiana le posizioni dei neoconservatori statunitensi e Giuliano Ferrara è spesso citato come il principale esponente italiano di questo movimento. Questa identificazione tra l'orientamento culturale del Foglio (e del suo direttore) e l'ideologia dei neoconservatori statunitensi è giustificata dal fatto che Ferrara è stato uno dei primi studiosi italiani del filosofo della politica Leo Strauss, noto negli Stati Uniti come ispiratore del movimento neoconservatore. Di interesse è anche la posizione assunta da Ferrara in difesa dei valori tradizionali del cristianesimo come elemento necessario di coesione sociale per la civiltà occidentale liberale e democratica.
Ferrara è annoverato tra i cosiddetti atei devoti (termine coniato da Beniamino Andreatta per indicare gli atei che dimostrano vicinanza con le posizioni della Chiesa cattolica). Egli ha dichiarato di non essere cattolico, ma di essere filosoficamente su posizioni teiste e quindi di credere in un Dio personale.
Negli ultimi anni Ferrara ha abbandonato molte posizioni conservatrici e si è avvicinato al Partito Democratico, che ha dichiarato di aver votato sia alle elezioni politiche italiane del 2018 che a quelle del 2022.

## Procedimenti giudiziari
Nell'ottobre 2003 lo scrittore Antonio Tabucchi invia al quotidiano francese Le Monde un articolo critico su Ferrara che, però, prima di essere pubblicato viene fatto pervenire allo stesso Ferrara da un redattore di Le Monde suo amico. Ferrara lo pubblica sul quotidiano Il Foglio, di cui era direttore, il giorno stesso (9 ottobre 2003) in cui sarebbe apparso sul quotidiano francese, che arriva in edicola alla sera, presentandolo con le parole "Applauditemi, sono riuscito a rubare un articolo a Le Monde". Da allora si trascina una vicenda legale in Francia, intentata da Tabucchi contro Ferrara per pubblicazione non autorizzata e violazione del diritto d'autore. Ferrara è condannato in primo grado e in appello, ma nel settembre 2008 la Corte di Cassazione francese annulla le due sentenze per mancanza di giurisdizione su fatti svoltisi in Italia.

## Ferrara e la satira
Ferrara viene spesso bersagliato dalla satira italiana per le sue posizioni in politica estera e in materia giudiziaria, a partire dal settimanale Cuore, fino agli spettacoli di Roberto Benigni, Daniele Luttazzi e Sabina Guzzanti. In tutte le rappresentazioni satiriche, lo si schernisce per aver cambiato appartenenza politica, suggerendo una logica di interessi quale motivazione principale del suo cambio di schieramento. Proprio ai suoi frequenti cambi di casacca politica fa riferimento la canzone del 1991 La strana famiglia di Gian Piero Alloisio, incisa in coppia da Enzo Jannacci e Giorgio Gaber (E poi chi c'è, ah già la Tamara, un mignottone di viale Zara, che ha dato lezioni a Giuliano Ferrara). Nel suo tour del 1996 il comico Roberto Benigni ne prese di mira la sua grossa stazza.
Durante il 52º Festival di Sanremo (2002), nella cui serata finale era previsto uno sketch di Benigni, Ferrara polemizzò di nuovo contro l'artista, asserendo che nel caso in cui fosse salito sul palco, sarebbe stato in prima fila a «tirargli uova marce». Alla fine Ferrara si limitò a lanciare uova sullo schermo del televisore del proprio salotto, di fronte a una telecamera che lo riprendeva mentre assisteva all'esibizione dell'artista toscano. Quando Benigni si accorse che Ferrara non era in sala, ironizzando ipotizzò che fosse partito per Sanremo, ma che fosse tornato indietro dopo essersi mangiato le uova per strada.
L'8 dicembre 2007 Giuliano Ferrara fu menzionato in un monologo di Daniele Luttazzi durante la trasmissione Decameron in onda su LA7: l'episodio causò la sospensione del programma. Nel caso, Ferrara difese la sospensione del programma, pur ribadendo il diritto alla satira.

## Vita privata
È sposato dal 1987 con la scrittrice statunitense naturalizzata italiana Anselma Dell'Olio.

## Programmi televisivi
- Linea rovente (Rai 3, 1987-1988)
- Radio Londra (Canale 5, 1989-1991; Italia 1, 1993-1994)
- Il gatto (Canale 5, 1989)
- Otto e mezzo (LA7, 2002-2008)
- Qui Radio Londra (Rai 1, 2011-2012)

## Opere
- Radio Londra, Milano, Leonardo, 1989, ISBN 88-355-0040-0.
- Ai comunisti. Lettere da un traditore, Roma-Bari, Laterza, 1991, ISBN 88-420-3749-4.
- Non dubitare. Contro la religione laicista, Chieti, Solfanelli, 2005, ISBN 88-89756-06-3.
- Teoconservatorismo e ateoconservatorismo a confronto, Milano, Sonzogno, 2014.
- con Alessandro Gnocchi e Mario Palmaro, Questo papa piace troppo. Un'appassionata lettura critica, Piemme, 2014, ISBN 978-88-566-3876-9.
- Il Royal baby. Matteo Renzi e l'Italia che vorrà, Milano, Rizzoli, 2015, ISBN 978-88-586-7658-5.

## Filmografia
- Non ho tempo, regia di Ansano Giannarelli (1972)
- Azzurri, regia di Eugenio Masciari (1985)
- Bella ciao, regia di Roberto Torelli - documentario (2002)
- S.B. - Io lo conoscevo bene, regia di Giacomo Durzi e Giovanni Fasanella - documentario (2012)